# Johann Kaspar Barthel

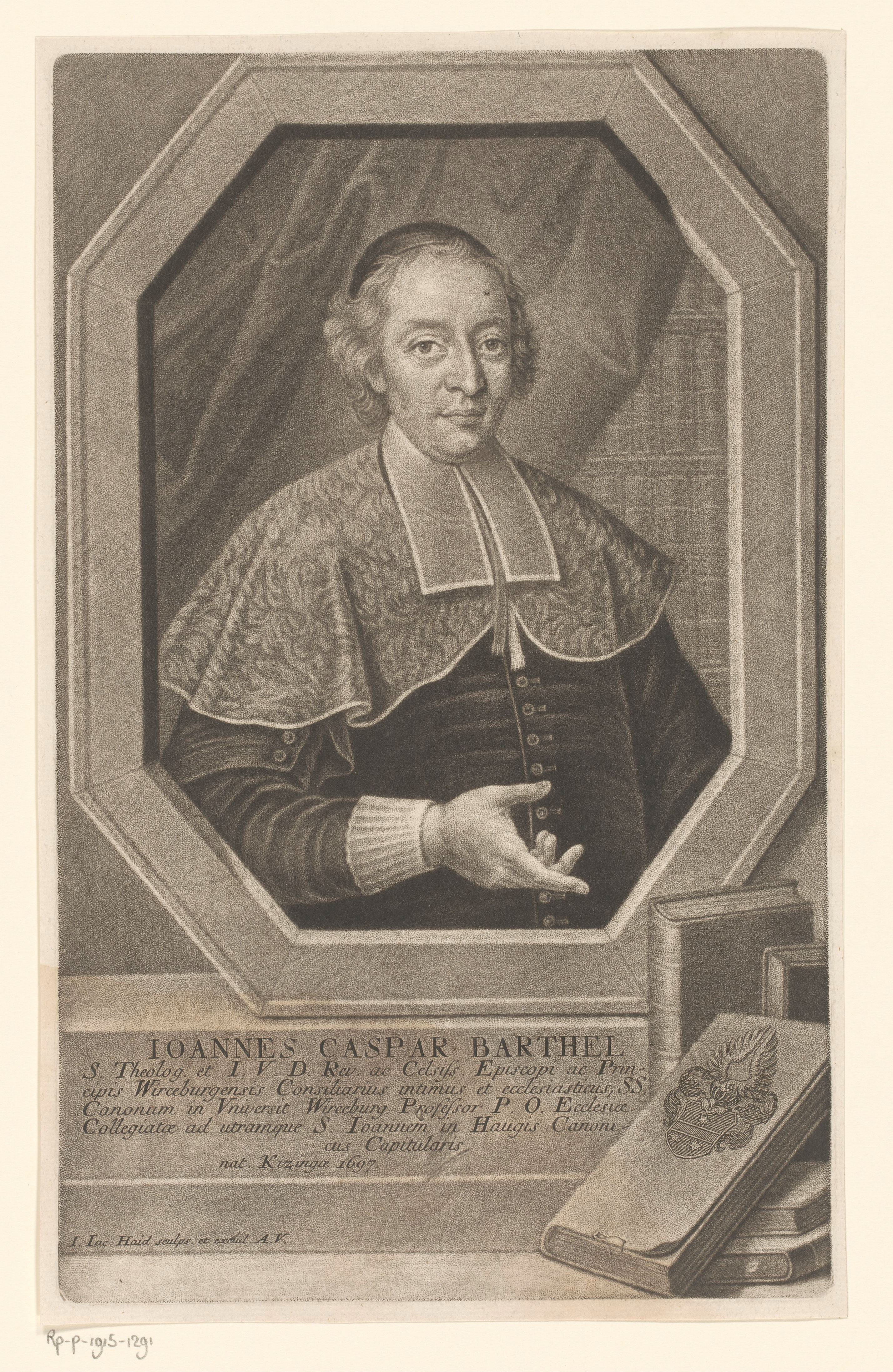
Johann Kaspar Barthel, porträtiert von Johann Jacob Haid

Johann Kaspar Barthel, auch Johann Caspar Barthel (* 10. Juni 1697 in Kitzingen; † 8. April 1771 in Würzburg) war ein deutscher katholischer Kirchenrechtler und Hochschullehrer.

## Leben
Johann Kaspar Barthel wurde als Sohn des Fischers Georg Barthel geboren.
Er besuchte beim Rektor Spleißer die Stadtschule in Kitzingen und von 1709 bis 1715 das Würzburger Jesuiten-Gymnasium (heute: Wirsberg-Gymnasium) und trat in das dortige Klerikalseminar ein. Er absolvierte die theologischen und juridischen Studien an der Universität Würzburg.
1717 promovierte er zum Magister bonarum artium et Philosophiae.
Am 20. September 1721 wurde er zum Priester geweiht und im gleichen Jahr zum Pagenhofmeister ernannt, er versah die Stelle eines Repetitors der Rechte. 1723 wurde er Kaplan am Juliusspital.
Fürstbischof Christoph Franz von Hutten entsandte ihn nach Rom, um ihn im Studio des damaligen Sekretärs der Congregatio Concilii, Prosper Lambertini (später Benedikt XIV.), in der kirchlichen Rechtspraxis ausbilden zu lassen.
Am 16. April 1727 beendete Barthel seine Ausbildung mit der Promotion zum Doktor juris utriusque und kehrte nach Würzburg zurück. Er wurde Seminar-Regens und Professor des Kirchenrechts an der Universität Würzburg. Hierzu erhielt er vom Würzburger Fürstbischof Friedrich Karl von Schönborn den Auftrag, ein deutsches Kirchenrecht zu schaffen, dass die Bestimmungen des Corpus juris canonici mit denen des Reichsrechts in Einklang bringe. Dies war ein schwieriges Unterfangen, weil das kanonische Recht die Anerkennung anderer Konfessionen ausschloss und auf der alten Forderung der Ketzerbekämpfung und des Religionskrieges beharrte.
Er löste die Aufgabe, indem er historisch vorging und zwischen Rechtsbestimmungen unterschied, die nicht preisgegeben werden durften, und solchen, deren Geltung nach Zeit und Ort und nach den äußeren Umständen relativiert werden konnte. Er stellte das Reichsrecht gleichberechtigt neben das kanonische und gab sogar dem Reichsrecht insofern den Vorzug, als er die Religionsbestimmungen des Westfälischen Friedens als Ausnahmerecht erklärte, das die Kirche hinzunehmen habe.
1728 wurde er zum fürstbischöflichen Geistlichen Rat ernannt und promovierte am 31. Mai 1729 zum Doktor der Theologie.
1738 erfolgte auf Weisung von Friedrich Karl von Schönborn seine Aufnahme als Kanoniker am Stift Haug; 1743 wird er Mitglied des Stiftskapitels.
1744 erfolgte seine Ernennung zum Wirklichen Geheimrat.
1748 resignierte er als Regens.
Er war an der Schlichtung des Streites zwischen dem Fürstbischof von Würzburg und dem Hochstift Fulda beteiligt, nachdem Fulda 1752 zum Bistum erhoben wurde; hierzu verfasste er auch die Schrift De Pallio.
1754 wurde er Prokanzler der Universität Würzburg und am 5. März des gleichen Jahres von den Kapitularen zum Dechanten im Stift Haug gewählt; dazu erhielt er die Vogtei des Hauses Hohenlohe in Versbach als Mannlehen.
Er war unter anderem mit Johann Adam von Ickstatt und Johann Jakob Joseph Sündermahler befreundet.

### Wirken als Hochschullehrer
Johann Kaspar Barthel war in seinem Wirken stark beeinflusst durch die französischen Kanonisten Louis Thomassin, Noël Alexandre, Jacques Bénigne Bossuet, Claude Fleury und vor allem Zeger Bernhard van Espen; er stand hierbei dem Febronianismus sehr nahe.
Er brach mit der traditionellen Lehrmethode der kanonischen Wissenschaft und war bestrebt, auf historischer Grundlage das Fundamentale vom Unwesentlichen zu unterscheiden und lehrte hierzu offen die pseudoisidorische Fälschung, um dem Staat gerecht zu werden, für die Konkordate gegen die Übergriffe der Kurie. Dazu lehnte er die scholastische Methode ab und verteidigte das selbstständige Recht des Episkopats. Er genoss auch bei den Protestanten ein hohes Ansehen.
Als Hochschullehrer war er hoch geachtet und seine aufgezeichneten Vorlesungen wurden in Abschriften, auch außerhalb von Würzburg, gelesen. Seine Ideen wurden an fast allen katholischen Universitäten verbreitet und weiterentwickelt; in Würzburg und Bamberg durch Johann Nepomuk Endres und Franz Ludwig von Erthal, in Köln durch Franz Karl Joseph von Hillesheim (1731–1803), an der Universität Heidelberg durch Philipp Anton Schmidt, in Mainz durch Peter Anton von Frank, in Salzburg durch Johann Michael Boenicke (1734–1811) und in Trier durch Georg Christoph Neller.
Weil er durch seine unorthodoxen Methoden dem Staat mehr Macht zugestand, wurde er wegen kirchenfeindlicher Ansichten denunziert; mit seiner Schrift Promemoria legte er Papst Benedikt XIV. 1751 offen seine Ansichten und Methoden dar und erhielt darauf eine positive Entscheidung. Johann Kaspar Barthel war der erste Hochschullehrer, der sich auf dem Gebiet des Kirchenrechts von der hergebrachten Methode in Deutschland lossagte.
Seine Schriften befassen sich hauptsächlich mit den Beziehungen zwischen Kirche und Staat, insbesondere in Deutschland.

## Schriften (Auswahl)
- Allocutio gratulatoria, qua dominus Anselmus Franciscus episcopus Herbipolensis post solemne homagium die XXVIII. Junii anno MDCCXLVIII ad principalem residentiam reversus in ecclesia cathedrali recipiebatur. Herbipoli: (Engman), 1748.
- De Pallio. 1753.
- Tractatus Publico Ecclesiasticus De Eo Quod Circa Libertatem Exercitii Religionis Ex Lege Divina, Justum Est. Wirceburgi Sumptibus Joannis Jacobi Stahel, Bibliopolæ 1764.
- Opera juris publici ecclesiastici ad statum Germaniae accomodata: Quae in praefati authoris opusculis invenire hucusque non licet nunc propter praestantiam et insignem in jurisprudentia publico-ecclesiastica usum in lucem publicam edita. Bamberg 1765.
- Annotationes ad universum jus canonicum compilatae in collegiis privatis. Köln, Frankfurt am Main 1765.
- Opuscula juridica varii argumenti. 1771.
- Ioannis Caspari Barthel opera iuris publici ecclesiastici: ad statum Germaniae accommodata. Würzburg 1780.